# Bergantín-goleta Cervantes Saavedra
El Cervantes Saavedra es un bergantín-goleta, utilizado tanto como buque escuela como yate de recreo, que se hizo conocido en España ante la emisión de la serie de televisión El barco, y que originalmente, fue construido como buque faro en Gotemburgo (Suecia).

## Historial
Fue construido por el astillero Götaverken AB de Gotemburgo con el nombre Sydostbrotten (Nr.33). En 1934, sustituyó al Skeppet (Nr 14), un buque faro de 1895 en la zona de Sydostbrotten, donde permaneció estacionado cumpliendo las funciones de buque faro hasta 1964, cuando fue substituido por un faro fijo, pasando desde entonces a ser utilizado en el área de Norströmsgrund desde 1965 hasta 1970.

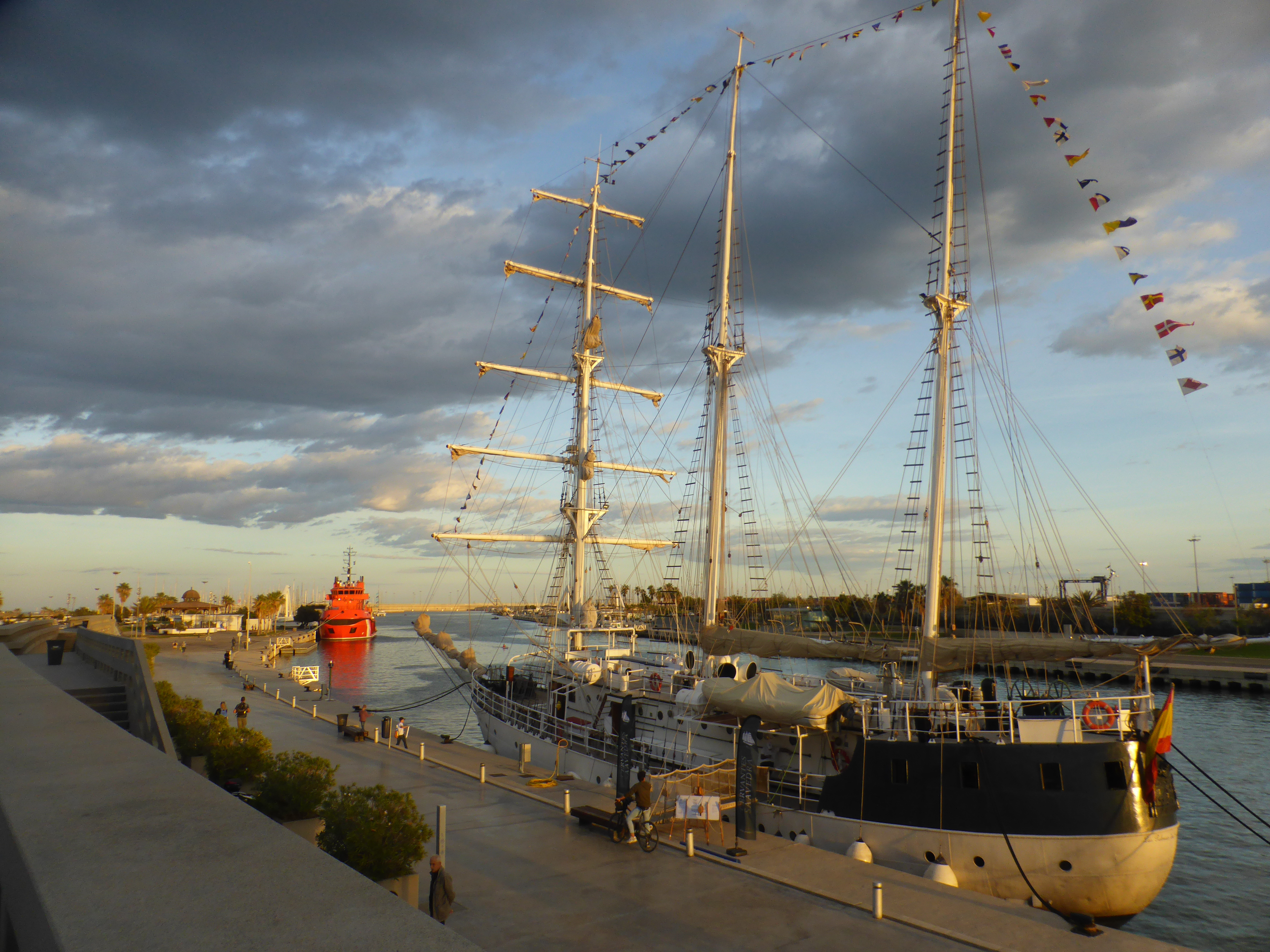
Bergantín-goleta Cervantes Saavedra, antes Amorina.

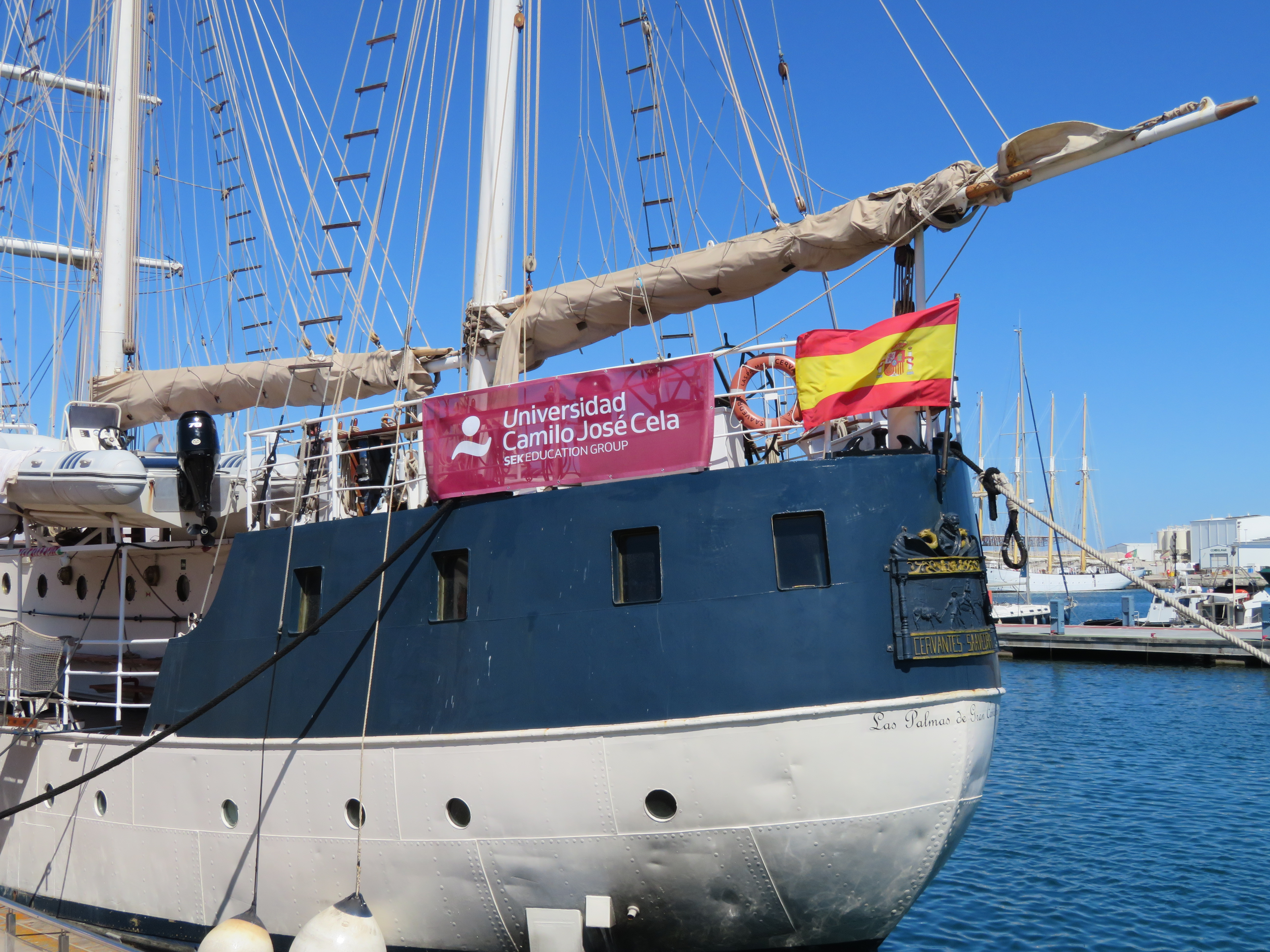
Bergantín-goleta Cervantes Saavedra, buque escuela de la Universidad Camilo José Cela

Tras ser dado de baja como buque faro, fue transformado entre 1978 y 1981 en los astilleros portugueses de Aveiro en un bergantín-goleta con tres mástiles y bauprés, que fue rebautizado como Atlantic Wanderer, pasando desde entonces a realizar tareas de buque escuela y turismo educativo. En 1987, fue parte de una flota de veleros que navegó hasta Australia para conmemorar el bicentenario de la "nueva Australia" y participó en 1992 en la regata Cutty Sark. Entre 1999 y 2008, tuvo su base en el puerto de Málaga, aunque siguió utilizando bandera de Suecia. En 2003 fue nombrado miembro honorífico de la Sucursal Española World Ship Society.
Es propiedad de la sociedad española Amorina, que lo renombró Amorina, siendo utilizada para diversas funciones educativas, como la "universidad flotante" promovida por Camilo José Cela, que durante 21 días, homenajeó a Cervantes en Lepanto. Esta sociedad lo puso a disposición de la Fundación Cervantes Saavedra en 2006, que volvió a cambiarle el nombre por el actual.

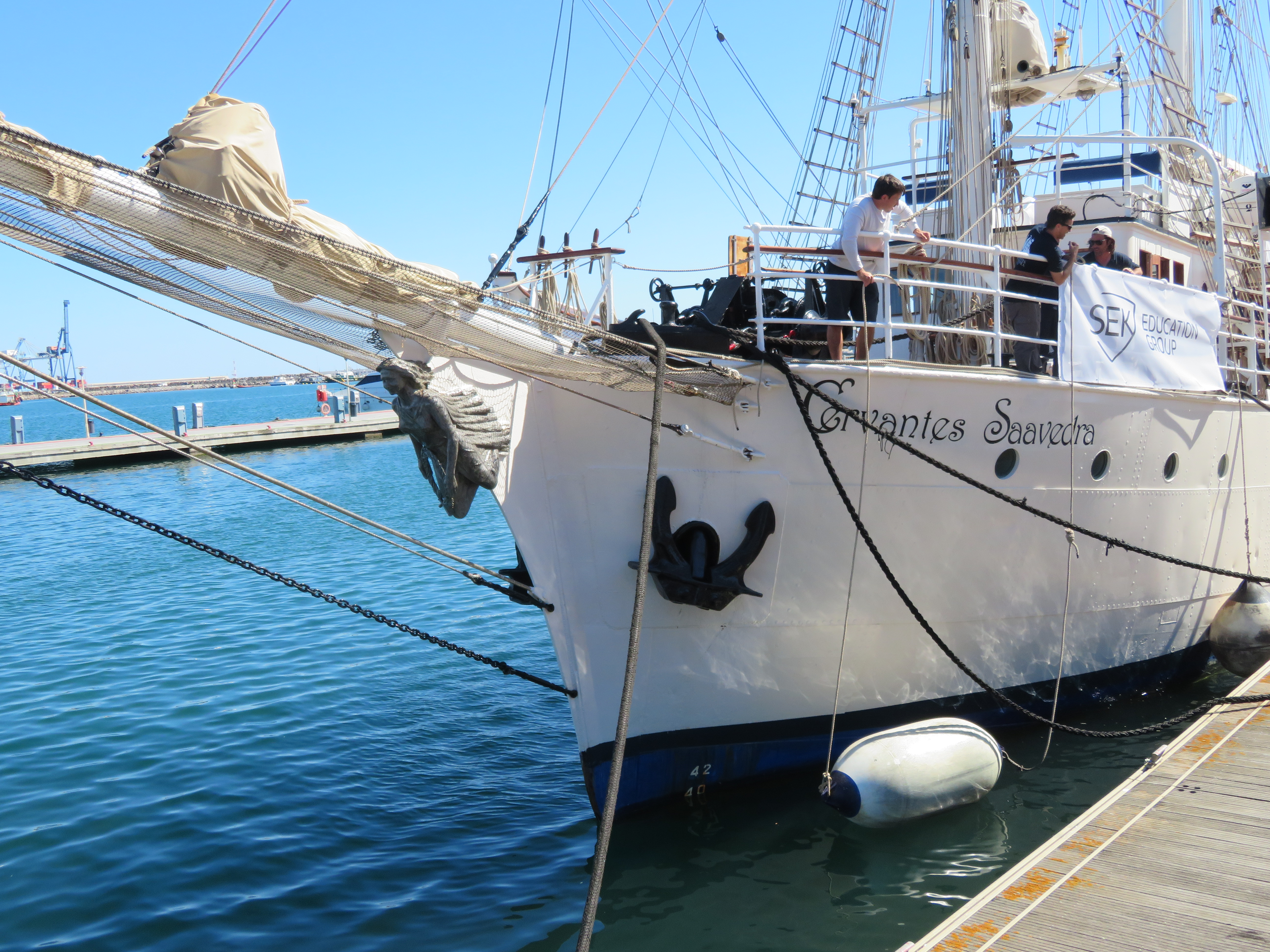
Proa del bergantín-goleta Cervantes Saavedra

A principios de 2011, se dio a conocer al público general, al ser utilizado para representar al Estrella Polar, el buque escuela a bordo del cual transcurre la acción de la serie El barco.
El Cervantes Saavedra participó en la Regata de veleros de mástiles altos Mediterránea 2013.
Desde 2018, el buque-escuela Cervantes Saavedra realiza diferentes programas académicos en el Mar Mediterráneo en defensa de la posidonia oceanica y trabajando diversos Objetivos de Desarrollo Sostenible de Naciones Unidas. Han acudido alumnos desde diferentes países para poder trabajar en estos programas donde la sostenibilidad, el cuidado del medio ambiente y el estudio de la vida marina son los pilares fundamentales.

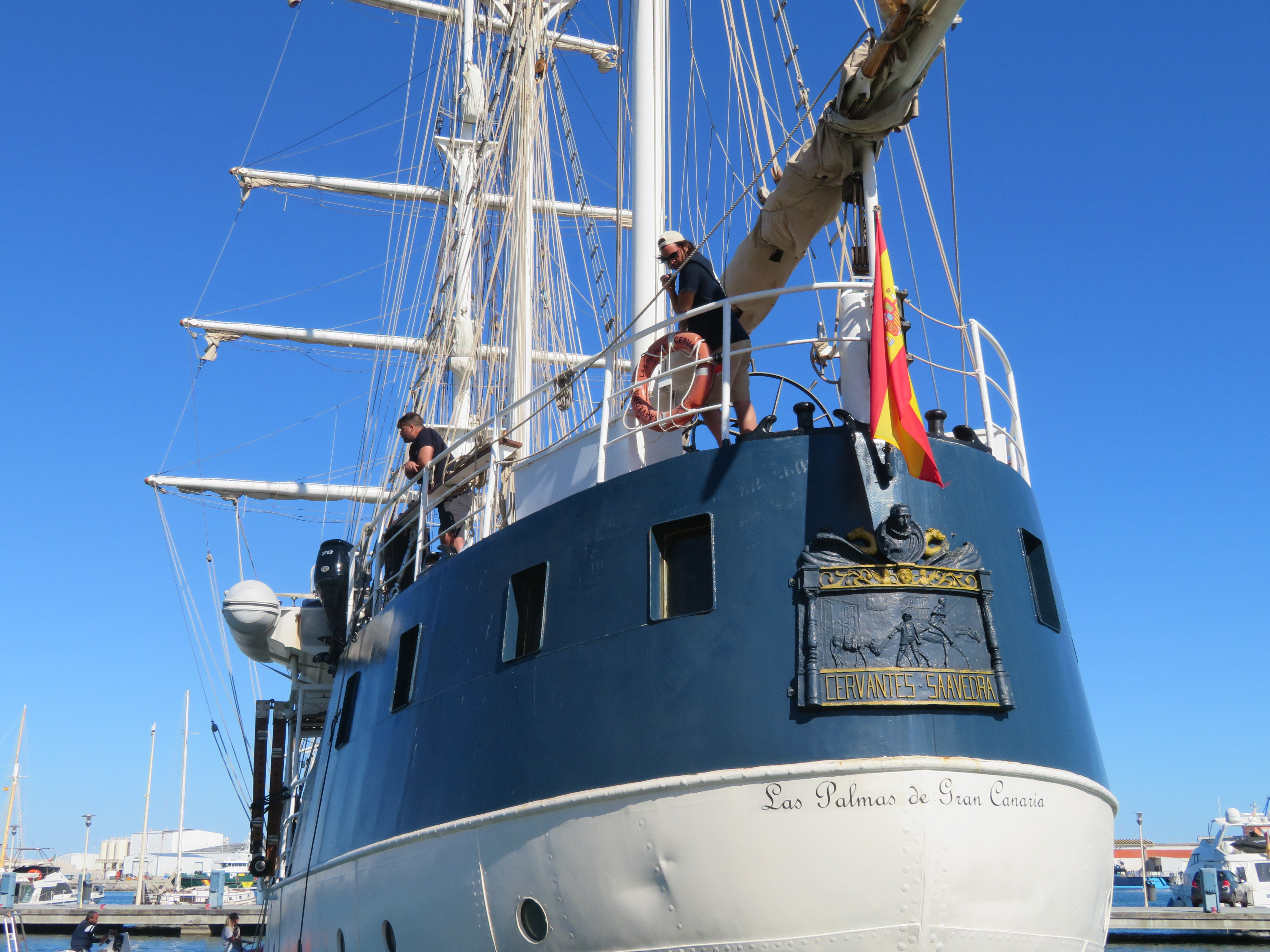
Popa del bergantín-goleta Cervantes Saavedra, es un buque escuela.

En el año 2020, se convierte en una de las dos sedes del SEK Outdoor Learning Center para la realización de programas educativos y académicos para grupos y colegios.  